# Kalka'lak
Kalka'lak, jedna od nekadašnjih bandi Puyallup Indijanaca, porodica salishan, koji su u ranom 19. stoljeću živjeli na ušću Wappato Creeka (danas Wapato Creek) u američkoj državi Washington, na području današnjeg okruga Pierce.